# Максимов, Ник
Николас «Ник» Максимов (англ. Nick Maximov; род. 23 декабря 1997, Бенд) — американский боец смешанных единоборств русского происхождения, выступающий под эгидой UFC с 25 сентября 2021 года в среднем весе. 
На данный момент проживает в Стоктоне.

## Биография
Ник Максимов родился 23 декабря 1997 года в городе Бенд штат Орегон. Как говорил в одном интервью сам Ник, что изначально его родные жили в России, но по той причине, что «В Америке условия жизни были по лучше».
Переезд произошел вроде в 30-40 годах прошлого столетия. Точно причины не знаю, но вроде в Америке условия для жизни были получше. Моя прабабушка одна из первых женщин-врачей, которые приехали в США из другой страны.
Сначала Ника не привлекал спорт, но потом, увидев по телевизору бои по смешанным единоборствам, Максимов сразу же захотел заняться контактным видом спорта. 
В 11 лет Ник начал заниматься каратэ и тхэквондо, в стредней школе начал ходить на джиу-джитсу.  В старшей школе Ник серьезно увлекся вольной борьбой и уже тогда успешно выступал на популярных турнирах по джиу-джитсу Submission Underground, проходящие под патронатом известного бойца UFC, Чейла Соннена.  

### Начало профессиональной карьеры
В 2017 году, одержав в вольной борьбе 137 побед и 37 поражений, Ник решил начать драться по правилам смешанных единоборств. Благодаря знакомству своего отца с партнером по тренировкам братьев Диас, Ник начал тренироваться в Академии Нейта Диаса в Стоктоне. 
Первый свой профессиональный бой по правилам ММА Николас провел 6 октября в 2018 году в американском промоушене КОТС. Соперником Ника был не слишком успешный Ник Пикач (0-2-0). Максимову удалось победить соперника нокаутом в первом раунде на 23-й секунде.
Проведя ещё четыре поединка, выиграв все до срочно, причем два из них сабмишном (удушением) во втором раунде, а ещё два нокаутом в первом, Ник Максимов попадает на событие Dana White’s Contebder Series 2020, где у него выпал шанс попасть в самую лучшую и популярную организацию боев — UFC. Соперником Ника был Оскар Иван Кота (9-2-0), который тоже имел желание попасть в UFC. Максимов смог одержать победу  единогласным решением судей.

### UFC (Ultimate Fighting Championship)
В 2021 году Ник Максимов подписал контракт с лучшем промоушеном мира — UFC. Тогда у него в карьере было 6 побед без единого поражения. Первый свой бой в UFC он провел 25 сентября 2021 года против Коди Брандейджа, который тоже дебютировал в UFC. Нику удалось победить Коди единогласным решением судей.
Второй свой поединок в UFC Ник провел против уже более популярного бойца — Пунахеле Сориано, идущий на серии из одного поражения (8-1-0). Американец уверенно контролировал Сориано и в конце концов победил единогласным решением судей.
15 мая 2022 года на турнире «UFC Fight Night: Блахович против Ракича» Ник Максимов потерпел свое первое поражение в карьере. Его соперником был Андре Петроски, задушивший Ника в первом раунде удушением сзади.
Далее 15 октября  на турнире UFC Fight Night: Грассо vs. Араужу Ник проиграл второй раз подряд Джейкобу Малкуну единоглсаным решением судей
1 ноября 2022 года в сети появилась информация удалении из ростера UFC бойца Ника Максимова

## Статистика боев
| Боёв 13  | Побед 11 | Поражений 2 |
| -------- | -------- | ----------- |
| Нокаутом | 2        | 0           |
| Сдачей   | 4        | 1           |
| Решением | 5        | 1           |

| Результат | Рекорд | Соперник                 | Способ                                    | Турнир                                                       | Дата             | Раунд | Время | Место                      | Примечание                                       |
| --------- | ------ | ------------------------ | ----------------------------------------- | ------------------------------------------------------------ | ---------------- | ----- | ----- | -------------------------- | ------------------------------------------------ |
| Победа    | 11–2   | Саид-Магомед Абдулгазиев | Единогласное решение                      | Urijah Faber's A1 Combat 26                                  | 8 февраля 2025   | 3     | 5:00  | Калифорния, США            | Бой в промежуточном весе                         |
| Победа    | 10–2   | Кевем Фелипе             | Единогласное решение                      | Urijah Faber's A1 Combat 25                                  | 15 ноября 2024   | 3     | 5:00  | Калифорния, США            | Завоевал титул чемпиона A1 Combat в среднем весе |
| Победа    | 9-2    | Элиас Урбина             | Сабмишном (удушение сзади)                | Fury FC 95 - Fury Fighting Championship 95: Lingo vs. Teague | 2 августа 2024   | 1     | 4:27  | Даллас, Техас, США         |                                                  |
| Поражение | 8-2    | Джейкоб Мэлкун           | Решением (единогласным)                   | UFC Fight Night: Грассо vs. Араужу                           | 15 октября 2022  | 3     | 5:00  | Лас-Вегас, Невада, США     |                                                  |
| Поражение | 8-1    | Андре Петроски           | Техническим сабмишном (удушение анаконды) | UFC on ESPN: Блахович vs. Ракич                              | 14 мая 2022      | 1     | 1:16  | Лас-Вегас, Невада, США     |                                                  |
| Победа    | 8-0    | Пунахили Сориано         | Решением (раздельным)                     | UFC Fight Night: Херманссон vs. Стрикленд                    | 5 февраля 2022   | 3     | 5:00  | Лас-Вегас, Невада, США     |                                                  |
| Победа    | 7-0    | Коди Брандейдж           | Решением (единогласным)                   | UFC 266                                                      | 25 сентября 2021 | 3     | 5:00  | Лас-Вегас, Невада, США     | Дебют в UFC                                      |
| Победа    | 6-0    | Оскар Иван Кота          | Решением (единогласным)                   | Dana White's Contender Series Contender Series 2020: Week 10 | 17 ноября 2020   | 3     | 5:00  | Лас-Вегас, Невада, США     |                                                  |
| Победа    | 5-0    | Джонни Джеймс            | Сабмишном (удушение сзади)                | LFA 91 Njokuani vs. Torres                                   | 11 сентября 2020 | 2     | 4:01  | Су-Фолс, Южная Дакота, США |                                                  |
| Победа    | 4-0    | Роберт Алленсворс        | Сабмишном (удушение сзади)                | KOTC Return to Order                                         | 11 января 2020   | 1     | 1:37  | Оровилл, Калифорния, США   |                                                  |
| Победа    | 3-0    | Ульям Хоуп               | Техническим нокаутом (удары)              | Iron Pit Productions High Desert Brawl 14                    | 10 августа 2019  | 1     | 1:35  | Сузанвилл, Калифорния, США |                                                  |
| Победа    | 2-0    | Бруно Касильяс           | Сабмишном (кимура)                        | Hard Fought Championships Dragon House Fight 1               | 27 июля 2019     | 2     | 3:44  | Реддинг, Калифорния, США   |                                                  |
| Победа    | 1-0    | Ник Пикач                | Техническим нокаутом (удары)              | KOTC Terminal Velocity                                       | 6 октября 2018   | 1     | 0:23  | Оровилл, Калифорния, США   |                                                  |

## Высказывания
Родным город Ника Максимова является Стоктон, американский город в штате Калифорния. Там же он проживает по сей день. О жизни в Стоктоне Ник говорит следующее:
Это достаточно опасный город для жизни. Многие, кто вырос в нем, стараются по возможности уехать. Точно не рекомендую посещать его, если вы не из этих мест и, да, уровень преступности здесь достаточно высокий.
Также Максимов рассказывал журналистам о том, кто является его любимыми бойцами:
В основном слежу за Федором Емельяненко и его учеником, выступающем в тяжелом весе Bellator, Валентином Молдавским. Федор крутой мужик, я бы назвал его величайшим бойцом. Нравится Петр Ян – в нем есть что-то сумасшедшее, присущее русским.